# 예탈란드

예탈란드

예탈란드(스웨덴어: Götaland)는 스웨덴 남부에 위치한 전통적인 지역이다. 노를란드, 스베알란드와 함께 스웨덴을 형성하는 전통적인 지역 가운데 하나이며 10개 지방이 예탈란드 지역에 속한다. 스웨덴의 3개 지역 가운데 인구가 가장 많은 지역이다.

## 지방
- 블레킹에
- 보후슬렌
- 달슬란드
- 고틀란드
- 할란드
- 스코네
- 스몰란드
- 베스테르예틀란드
- 욀란드
- 외스테르예틀란드

## 같이 보기
- 노를란드
- 스베알란드